# Vis, Croația
Vis este un oraș în cantonul Split-Dalmația, Croația, având o populație de 1.934 de locuitori (2011).

## Demografie
Componența etnică a orașului Vis
     Croați (95,71%)
     Necunoscut (0,62%)
     Neclasificat (2,84%)
Componența confesională a orașului Vis
     Catolici (78,44%)
     Fără religie și atei (10,81%)
     Musulmani (1,03%)
     Necunoscută (7,5%)
     Alte religii (2,22%)
Conform recensământului din 2011, orașul Vis avea 1.934 de locuitori. Din punct de vedere etnic, majoritatea locuitorilor (95,71%) erau croați. Apartenența etnică nu este cunoscută în cazul a 0,62% din locuitori. Din punct de vedere confesional, majoritatea locuitorilor (78,44%) erau catolici, existând și minorități de persoane fără religie și atei (10,81%) și musulmani (1,03%). Pentru 7,5% din locuitori nu este cunoscută apartenența confesională.